# Montmaur (Alte Alpi)
Montmaur è un comune francese di 528 abitanti situato nel dipartimento delle Alte Alpi della regione della Provenza-Alpi-Costa Azzurra.

## Società

### Evoluzione demografica
Abitanti censiti